# Glycerinkinasen
Die Glycerinkinasen (GK) sind mehrere Enzyme, die Glycerin zu Glycerin-3-phosphat phosphorylieren und so entweder für den Glycerin-Abbau oder die Biosynthese der Triglyceride aktivieren. Die Glycerinkinasen der Wirbeltiere sind einander homolog. Im Menschen sind vier paraloge Enzyme bekannt, und es gibt von jedem weitere Isoformen, die durch alternatives Spleißen der mRNA entstehen, wobei nicht alle Moleküle Enzymaktivität besitzen. GK sind sowohl an der Außenseite der Mitochondrien-Membran, als auch im Zytosol lokalisiert. Beim Menschen werden GK in Leber, Nieren und Hoden exprimiert. Mutationen sind nur am GK-Gen bekannt; der resultierende Enzymmangel ist mit der (seltenen erblichen) Hyperglycerinämie assoziiert.
Außerdem finden sich GK in der Darmmukosa und der laktierenden Mamma.
Überexpression der GK in Ratten führte zu veränderten Werten im gesamten Kohlenstoff-Metabolismus; es scheint also weitere Funktionen für das Enzym zu geben.

## Katalysierte Reaktion
+ ATP ⇒  + ADP
Glycerin wird zu L-Glycerin-3-phosphat umgewandelt.